# Nealcidion parallelum
Nealcidion parallelum är en skalbaggsart som först beskrevs av Monné och Martins 1976.  Nealcidion parallelum ingår i släktet Nealcidion och familjen långhorningar. Inga underarter finns listade i Catalogue of Life.